# Établissement Transdev de Rambouillet
Transdev Rambouillet est une compagnie de transport, appartenant au groupe Transdev. Elle est basée à Rambouillet, dans le département des Yvelines, en région Île-de-France.
Elle desservait principalement les communes des cantons de Saint-Arnoult-en-Yvelines, Rambouillet et Dourdan (Essonne).

## Histoire
Avant les années 2000, l'exploitation du réseau était confiée à la « Compagnie Générale d'Entreprises Automobile (CGEA) ». Cette entreprise a été rachetée par l'entreprise « Connex ». Le nom du centre s'appelait « Connex Rambouillet ». En 2006, « Veolia Transport » décide de racheter « Connex » ce qui a conduit à l'appellation « Veolia Transport Rambouillet ». En mars 2011, « Veolia Transport » est devenu « Veolia Transdev », puis « Transdev » en mars 2013.

### Ouverture à la concurrence
Transdev Rambouillet exploitait, en pool avec d’autres exploitants, les lignes 91.02 et 91.03 du réseau Albatrans jusqu’au 31 juillet 2022, avant leur reprise par Francilité Ouest Essonne dans le cadre du réseau de bus Essonne Sud Ouest ; de même, les lignes 22, 61, 62 et 63 ont aussi été intégrées à ce réseau.
Le 1er janvier 2024, les lignes 1, 4, 5, 8, 10, 11, 12, 20, 23, 24, 30, 79, 89 et le réseau de bus Rbus rejoignent le réseau de bus Centre et Sud Yvelines dans le cadre de l'ouverture à la concurrence des transports en commun en Île-de-France.

## Exploitation

### Entreprise exploitante
Le 3 mars 2011, le groupe Veolia Transport alors filiale de Veolia environnement, qui gérait l'entreprise, fusionne avec Transdev pour donner naissance à « Veolia Transdev ».
Deux ans plus tard, en mars 2013, le groupe étant endetté de plusieurs millions d'euros, celui-ci adopte le nom de Transdev à la suite du désengagement de Veolia environnement, détenteur de Veolia Transport.

### Dépôt
Les véhicules du réseau sont remisés dans le dépôt de Rambouillet. Le dépôt a également pour mission d'assurer l'entretien préventif et curatif du matériel. L'entretien curatif ou correctif a lieu quand une panne ou un dysfonctionnement est signalé par un conducteur-receveur. Un dépôt secondaire est situé à Saint-Arnoult-en-Yvelines afin de garer le matériel affecté aux lignes des secteurs de Dourdan et de Saint-Arnoult. Au temps de la CGEA, les véhicules de ce secteur étaient remisés au dépôt secondaire de SAVAC, situé également à Saint-Arnoult-en-Yvelines.
Un regroupement des dépôts est envisagé d'ici 2023 à Rambouillet sur le site du 42, rue Louis-Leblanc afin de réunir les transports du sud des Yvelines au sein du même dépôt.

### Parc de véhicules
Le parc de véhicules interurbain et touristique est constitué de nombreux véhicules :
- Irisbus : Ares, Iliade, Crossway, Récréo, Evadys et Magelys.
- Fast Concept Car : Scoler, Starter et Syter.

L'entreprise fait également circuler des véhicules urbains sur le réseau urbain de Rambouillet (Rbus).

#### Galerie de photographies

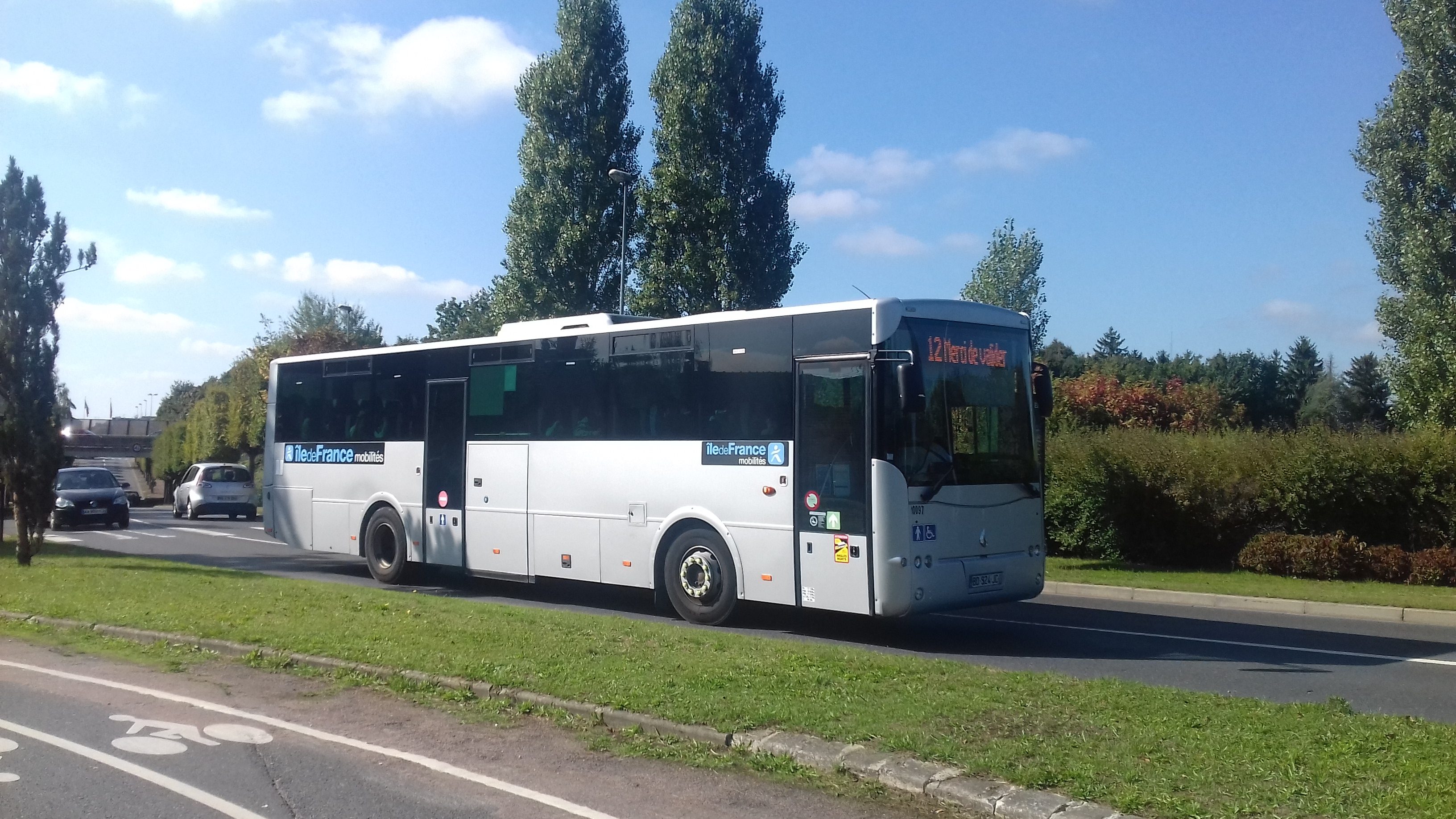
Fast Concept Car Starter 2 n°10097 sur la ligne 12 du réseau SITERR à Rambouillet.
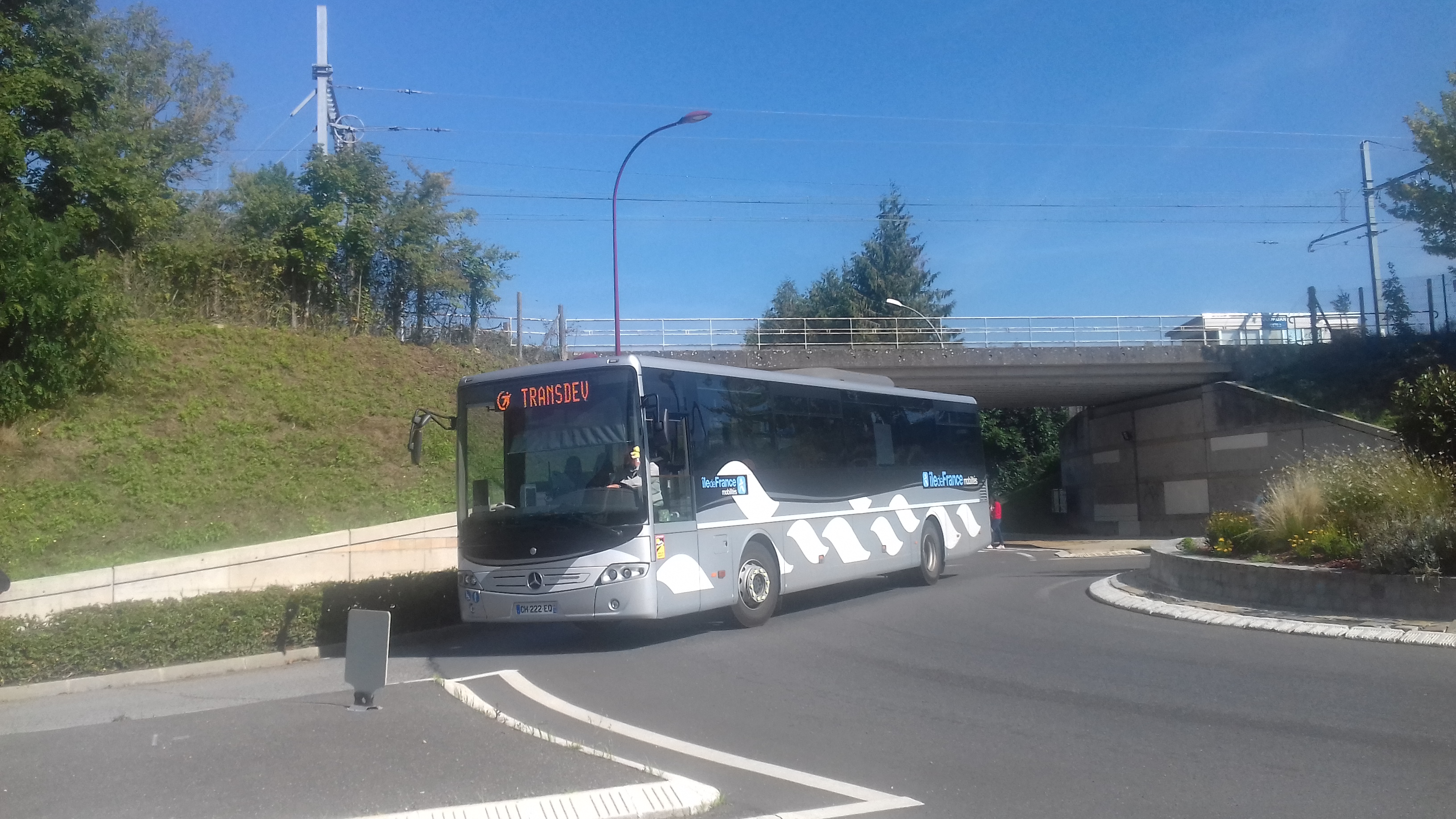
Mercedes Intouro n°12211 à Dourdan s'en allant prendre son service sur le réseau dourdannais.
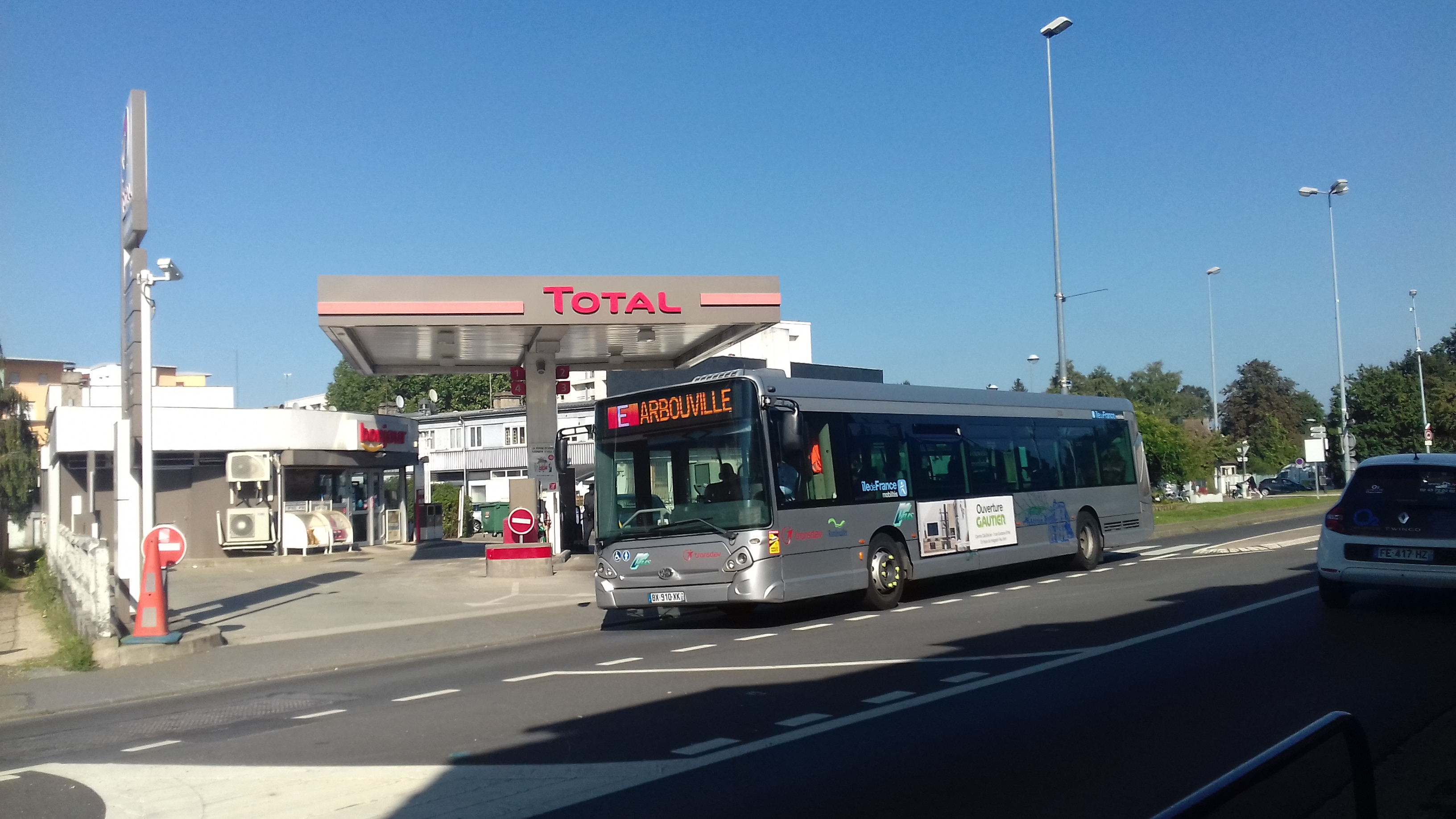
Heuliez Bus GX 327 n°11470 sur la ligne E du réseau R'Bus à Rambouillet.
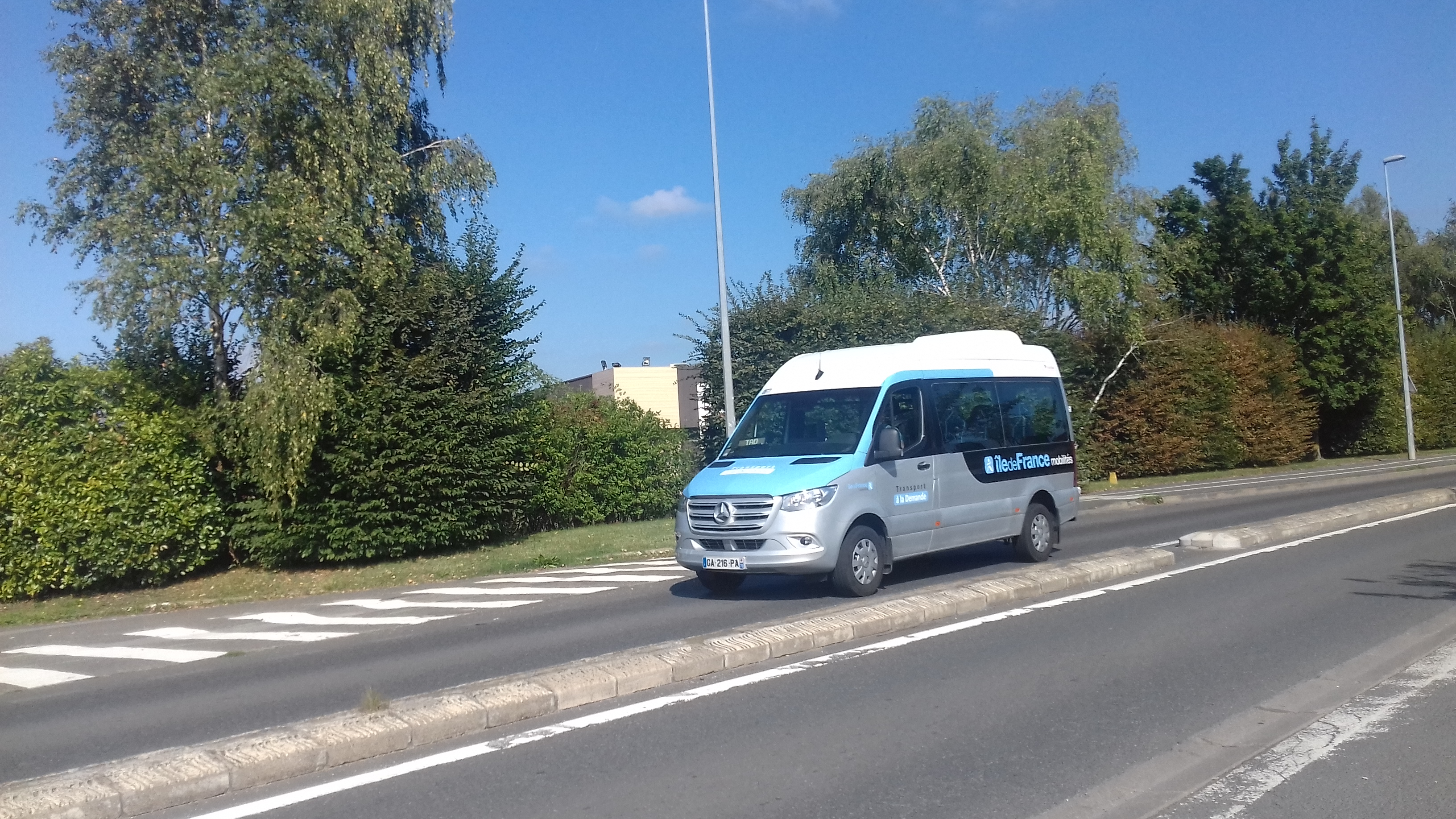
Mercedes-Benz Sprinter City 45 n°106769 s'en allant prendre son service sur le TàD à Rambouillet.